# クラロス
クラロス (ギリシア語: Κλάρος, Klaros; ラテン語: Clarus) はかつてイオニア海岸に存在した古代ギリシアの聖域。この聖域には古代ギリシアの神殿や、この地においてはアポローン・クラリウスとして祀られたアポローンの神託所などが存在した。イオニア同盟の12の都市の一つであるコロポンの領域に含まれ、都市から12キロメートルほど北にあった。かつて存在した港町のNotionがここより2キロメートル南に広がっていた。
この聖域は、現代ではトルコのイズミル県メンデレス地区のアフメトベイリ北部となる場所で発見された。

## 歴史

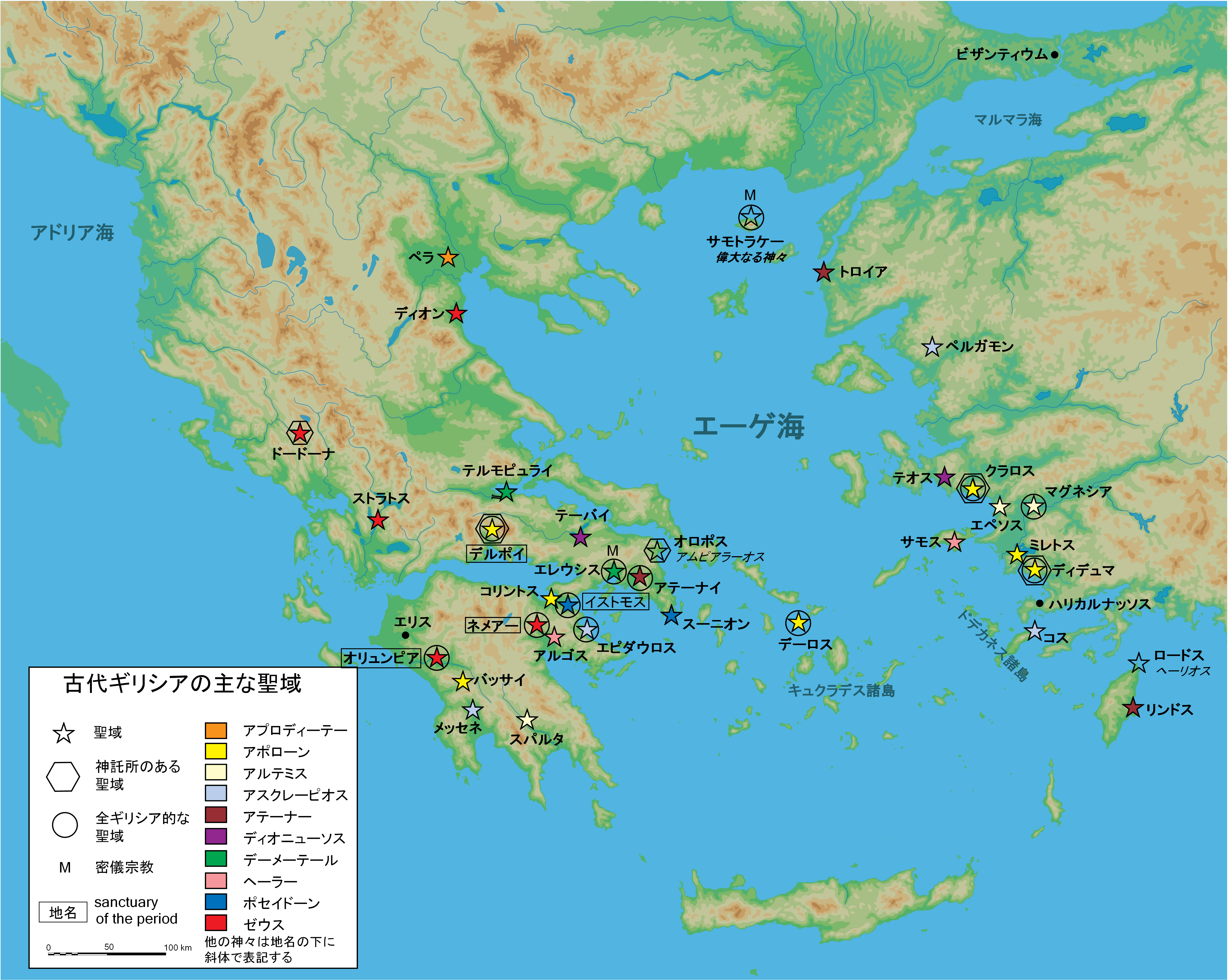
古典期ギリシアの主要な聖域

この聖域がいつ頃出来たか正確に判明しておらず、その起源は神話に覆われている。考古学的発掘調査においては、紀元前10世紀にまで遡ることができる構造物が発見されている。 この聖域の名声は2世紀から3世紀にかけて頂点に達していたとされ、4世紀までに多くの人々が訪れた。

### 大理石とその産地
ヘレニズム時代後期には、クラロスへと大理石を運んでいた貨物船が、現代のトルコ南西の海岸で沈没している。この船は1993年に発見され、2005年より遺跡調査が行われている。この船ではおおよそ50トンの大理石柱が回収され、これらはクラロスのアポローン神殿において発見された柱と一致した。同位体測定・気象解析ではプロコネソスが大理石の産地であったと示されている。聖域で使用する為にプロコネソス島から持ち込まれた大理石は独特の青と白の帯がはいったもので、プロコネシア大理石として知られていた。これらの発見された大理石は、プロコネソス島からトルコ・イズミル県沿岸までの350キロメートルの旅を終えることができなかった。

### 起源
クラロスの創造神話は、テーバイを征服したエピゴノイの神話の街と関連する。二人の予言者、テイレシアースとその娘のマントーはテーバイ人たちとともに捕虜となる。エピゴノイは彼らをアポローンへ捧げる為にデルポイへと送ったが、テイレシアースは旅の途中で死んでしまう。デルポイにおいて、マントーはアポローンから指示を受け、残されたテーバイの人々と共にイオニアに向けて出港し、そこで新たな居住先を見つける。一団が後にクラロスが開かれる土地にたどり着いた時、カリアへと植民していたラキウスが率いる武装したクレタ人に捕らわれた。のちにマントーから彼女たちが何故この土地に来たかということを知ったラキウスは彼女と結婚し、クラロスを拓くようテーバイ人たちを導いた。ラキウスとマントーの後は、彼らの子で予言者のモプソスが引き継いだ。
トロイア戦争に現れる予言者のカルカースにまつわるギリシア神話の記述では、彼はクラロスで死んだと書かれる。どちらが最高の予言者であるかモプソスと競ったが破れ、落胆して死に至ったとされる。
コロポンではミケーネ時代の墳墓が発見されているが、ミケーネ時代の陶器の存在は確認されていない。

### ヘレニズム期
伝説では、スミルナの市民に、古スミルナからアレクサンドロス3世が取り戻したパゴス山（現代のカディフェカレ）上へ新しくスミルナを移すようクラロスの神託が下り、スミルナの人々はこれを受け入れた。この時、古いスミルナはその重要性を失ったが、のちに再度開拓され、アジアにおいて最も繁栄した都市の一つとなった。

### ローマ帝国期
ガイウス・プリニウス・セクンドゥスは『博物誌』において「コロポンには、クラロスのアポローンの洞窟があり、そこには水が湛えられている。これを飲むことで、完全かつ素晴らしい予言を獲得する力が得られるが、しかしそれを飲んだものは短命に終わる」と記した。
ゲルマニクスが彼の死の前年である18年に神託所を訪れたことはよく知られている。「こういうことだ。彼はゲルマニクスへ予言を下した。暗い助言を。いつもの神託所通りに。その近い死を」